# Травендальський мир
Травендальський мир (дан. Freden i Traventhal; швед. freden i Travendal) — мирний договір, укладений 18 серпня 1700 року в гольштейнському замку Трафенталь поблизу Любека між Данією, яка на той час входила до Датсько-норвезької унії з одного боку і Швецією і Гольштейном — з іншого. Мир завершив нетривалу дансько-голштинську війну.
Данія погодилась піти на укладання миру після бомбардування Копенгагена, здійсненого шведсько-голландсько-англійською ескадрою, і висадки шведського десанту в 5-ти милях від данської столиці. В десантуванні брав участь молодий шведський король Карл XII.
В результаті укладання миру Данія була виведена з Північної війни і відмовилася від союзу з Московським Царством і Саксонією. Король Данії Фредерік IV визнав суверенітет Голштинії, а Данія зобов'язалася сплатити Голштинії 260 тис. рейхсталерів компенсації за військові витрати та вивести з Гольштинії свої війська, які вже захопили частину гольштинської території. Данці також зобов'язалися не чинити допомоги ворогам шведської корони.
В результаті укладання миру Швеції вдалося на дев'ять років — аж до поразки під Полтавою — вивести з війни одного зі своїх супротивників на початку Великої Північної війни, убезпечити свій тил і вивільнити війська для перекидання їх в Прибалтику проти московської армії.